# Hipospadias

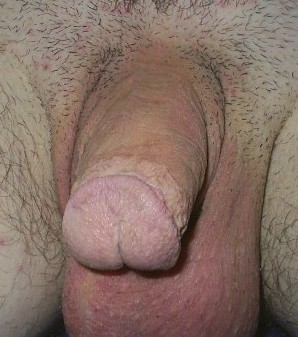
Hipospadias la penis flasc

Hipospadiasul este o malformație obișnuită a dezvoltării fetale a penisului în care uretra nu se deschide, în mod obișnuit, în capul penisului. Este a doua cea mai frecventă anomalie la naștere a sistemului reproducător masculin, afectând aproximativ unul din 250 de bărbați la naștere.  Aproximativ 90% din cazurile de hipospadias sunt distale mai puțin grave, în care deschiderea uretrală (meatul) este pe sau lângă capul penisului (gland). 

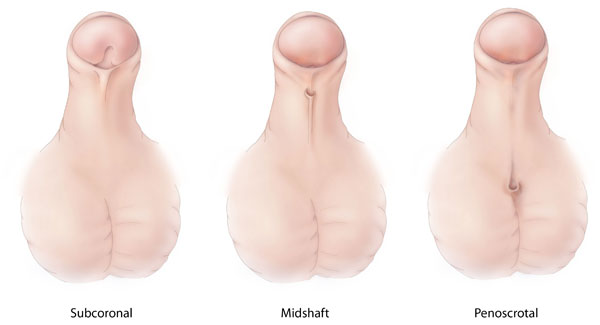
Tipuri de hipospadiasuri

## Răspândire și cauze
Restul au hipospadiasuri proximale, în care meatul se deschide pe axul penisului, pe fața ventrală și hipospadiasuri în care uretra se deschide aproape sau în interiorul scrotului . Albugineea care ar fi trebuit să compună uretra, se extinde de la meat până la vârful glandului; acest țesut se numește placă uretrală . 
În cele mai multe cazuri, prepuțul este mai puțin dezvoltat și nu se înfășoară complet în jurul penisului, lăsând descoperită partea inferioară a glandului. De asemenea, poate apărea o îndoire în jos a penisului, denumită în mod obișnuit cordee.  Cordeea este prezentă în 10% din hipospadiasurile distale  și 50% din cazurile de hipospadiasurile proximale  în momentul intervenției chirurgicale. De asemenea, scrotul poate fi mai mare decât în mod normal, extinzându-se pe ambele părți ale bazei penisului (numită transpoziție penoscrotală ). 
Cauza hipospadiasului nu este cunoscută. Cel mai adesea apare de la sine, fără alte variații, deși în aproximativ 10% din cazuri poate fi parte dintr-o afecțiune intersex sau un sindrom medical cu anomalii multiple.  
Cea mai frecventă diferență asociată este un testicul necoborât, care a fost raportat la aproximativ 3% dintre sugarii cu hipospadiasuri distale și 10% cu hipospadiasuri proximale.  Combinația de hipospadias și un testicul necoborât indică uneori un copil are o afecțiune intersex, astfel încât poate fi recomandată testarea suplimentară pentru a evidenția prezența sau nu la copil a hiperplaziei  suprarenale congenitale cu pierdere de sare sau o afecțiune similară în care este necesară o intervenție medicală imediată.   În caz contrar, nu sunt necesare teste de sânge sau radiografii la nou-născuții cu hipospadias. 
Hipospadiasul poate fi un simptom sau o indicație a unei afecțiuni intersexuale, dar prezența hipospadiasului singur nu este suficientă pentru a clasifica o persoană ca intersexuală. În majoritatea cazurilor, hipospadiasul nu este asociat cu nicio altă afecțiune. 

## Descriere

### Complicațiile
Se observă că există o creștere a problemelor erectile la persoanele cu hipospadias, în special atunci când este asociat cu cordea (curbarea în jos a axului penisului). De obicei, există o interacțiune minimă cu capacitatea de a ejacula în hipospadias, cu condiția ca meatul să rămână distal. Acest lucru poate fi afectat și de coexistența valvelor uretrale posterioare. Există o creștere a dificultăților asociate cu ejacularea, inclusiv rata crescută de durere la ejaculare și ejacularea slabă. Ratele acestor probleme sunt aceleași indiferent dacă hipospadiasul este sau nu corectat chirurgical. 

## Diagnostic
Un penis cu hipospadias are de obicei un aspect caracteristic. Nu numai că meatul (deschiderea urinară) este mai mic decât de obicei, dar prepuțul este adesea doar parțial dezvoltat, lipsit de cantitatea obișnuită care ar acoperi glandul de pe partea inferioară, ceea ce face ca glandul să aibă un aspect cu glugă. Cu toate acestea, nou-născuții cu dezvoltare parțială a prepuțului nu au neapărat hipospadias, deoarece unii au un meat în locul obișnuit, cu un prepuț cu glugă, numit „cordee fără hipospadias”. 
În alte cazuri, prepuțul este tipic și hipospadiasul este ascuns. Aceasta se numește „megameatus cu prepuț intact”. Afecțiunea este descoperită în timpul circumciziei nou-născutului sau mai târziu în copilărie, când preputul începe să se retragă. Un nou-născut cu prepuț cu aspect tipic și un penis drept, ce este descoperit că are hipospadias după începerea circumciziei, poate avea circumcizia finalizată fără a se preocupa de punerea în pericol a reparației hipospadiasului.   Hipospadiasul este aproape niciodată descoperit după o circumcizie.     

## Tratament
În cazul în care hipospadiasurile sunt văzute ca o ambiguitate genitală la un copil, standardul de îngrijire al Organizației Mondiale a Sănătății este să întârzie intervenția chirurgicală până când copilul este suficient de matur pentru a participa la consimțământul informat, cu excepția cazului în care este nevoie de o intervenție de urgență, deoarece copilul nu are deschidere urinară. Hipospadiasul nu este o afecțiune medicală gravă. O deschidere urinară care nu este înconjurată de gland, cel mai probabil va „pulveriza” urina, fapt ce poate determina bărbatul să stea pe toaletă să urineze. Cordea este o afecțiune separată, dar când apare, curbura descendentă a penisului poate fi suficientă pentru a face mai dificilă penetrarea sexuală. Din aceste motive sau altele, persoanele cu hipospadias pot alege să facă uretroplastie, o extensie chirurgicală a uretrei folosind o grefă de piele. 
Intervenția chirurgicală poate extinde canalul urinar la capătul penisului, îndrepta îndoirea și reconfigurare a prepuțul (fie prin circumcizie, fie modificând aspectul acestuia pentru a părea mai tipic („ prepuțoplastie ”), în funcție de dorința pacientului. Ratele de eșec ale uretroplastiei variază enorm, de la aproximativ 5% pentru cele mai simple reparații până la daune într-o uretră normală de către un chirurg cu experiență, până la 15-20% când o grefă bucală prelevată din interiorul gurii poate fi folosită pentru a extinde o uretră, pentru a închide până la 50% când tuburile uretrale grefate sunt construite din altă piele. 
Când hipospadiasul este extins - gradul al treilea / penoscrotal - sau are diferențe asociate dezvoltării sexuale, cum ar fi cordee sau criptorhidie, cel mai bun management poate fi o decizie mai complicată. Standardul mondial (ONU și OMS) interzice operația neesențială să producă un aspect „normal” fără acordul informat al pacientului , iar Academia Americană de Pediatrie recomandă în prezent, dar nu necesită același standard. Cartea de text AAP de îngrijire pediatrică afirmă că „Alocarea de gen la pacienții cu ambiguitate genitală trebuie făcută numai după investigarea atentă a unei echipe multidisciplinare; din ce în ce mai mult, deciziile chirurgicale sunt întârziate până când copilul este capabil să participe la procesul decizional.”  Ar trebui efectuată o cariotip și o evaluare endocrină pentru a detecta afecțiuni intersexuale sau deficiențe hormonale care prezintă riscuri majore pentru sănătate (adică risipirea sării). Dacă penisul este mic, se pot administra injecții cu testosteron sau gonadotropină corionică umană (hCG) cu acordul de a-l mări înainte de operație, dacă acest lucru va crește șansa unei reparații uretrale de succes. 
Repararea chirurgicală a hipospadiasurilor severe poate necesita mai multe proceduri și grefarea mucoasei. Pielea preputială este adesea folosită pentru altoire și circumcizia trebuie evitată înainte de reparare. La pacienții cu hipospadiasuri severe, operația produce deseori rezultate nesatisfăcătoare, cum ar fi cicatricea, curbura sau formarea fistulelor uretrale, diverticule sau stricturi. Fistula este o deschidere anormală prin piele de-a lungul cursului uretrei și poate duce la scurgeri urinare sau la un flux anormal. Un diverticul este o „depășire” a mucoasei uretrei care interferează cu fluxul urinar și poate duce la scurgeri posturinare. Strictura este o îngustare a uretrei suficient de severă pentru a obstrucționa fluxul. În ultimii ani au fost raportate rate reduse de complicații chiar și pentru reparații de gradul al treilea (de exemplu, rate de fistule sub 5%) din centrele cu cea mai mare experiență.  Cu toate acestea, complicațiile tipice în uretroplastie pentru hipospadiasuri severe pot duce la cicluri chirurgicale lungi de eșec și reparație, iar efectele secundare pot include pierderea funcției sexuale sau urinare.  Cercetările sugerează că ratele de eșec sunt mai mari atunci când uretroplastia corectează o afecțiune născută decât o boală sau o vătămare  astfel încât pacienții și familiile care iau în considerare o intervenție chirurgicală pentru hipospadii ar trebui să aibă așteptări realiste cu privire la riscuri și beneficii. 

### Vârsta la operația chirurgicală
Rezultatele intervenției chirurgicale nu sunt probabil influențate de vârsta la care se face reparația.   Adolescenții și adulții petrec de obicei o noapte în spital după operație. 

### Hormoni preoperatorii
Hormonii pot crește dimensiunea penisului și au fost folosiți la copiii cu hipospadii proximale care au un penis mai mic. Numeroase articole raportează injecții de testosteron sau creme topice cresc lungimea și circumferința penisului. Cu toate acestea, puține studii discută despre impactul acestui tratament asupra succesului chirurgiei corective, cu rezultate contradictorii.   Prin urmare, în acest moment nu este clar rolul stimulării hormonului preoperator. 

### Intervenție chirurgicală
Reparația hipospadiasului se face sub anestezie generală, cel mai adesea completată de un bloc nervos la nivelul penisului sau de un bloc caudal pentru a reduce anestezia generală necesară și pentru a reduce disconfortul după operație. 
Multe tehnici au fost utilizate în ultimii 100 de ani pentru extinderea canalului urinar la locația corectă. Astăzi, cea mai frecventă operație, cunoscută sub numele de placă incizată tubularizată sau de reparație „TIP”, rostogolește placa uretrală de la meatul poziționat inferior până la capătul glandului. Reparația TIP, denumită și reparația Snodgrass (după creatorul metodei, Dr. Warren Snodgrass ), este cea mai utilizată procedură și metodă chirurgicală pentru repararea hipospadiasului la nivel mondial. Această procedură poate fi utilizată pentru toate reparațiile de hipospadiasurile distale, cu așteptări ulterioare, în mai puțin de 10% din cazuri.  
Există un consens mai mic în ceea ce privește repararea hipospadiasului proximale.  Repararea TIP poate fi folosită atunci când penisul este drept sau are o curbură descendentă ușoară, cu succes în 85%.  În mod alternativ, canalul urinar poate fi reconstruit folosind prepuțul, cu succes raportat între 55% și 75%. 
 

Cele mai multe hipospadiasuri distale și multe proximale sunt corectate într-o singură operație. Cu toate acestea, cei cu cea mai severă afecțiune care au o deschidere urinară în scrot și îndoirea în jos a penisului sunt deseori corectați într-o operație în două etape. În timpul primei operații, curbura este îndreptată. La a doua, canalul urinar este completat. Orice complicație poate necesita intervenții suplimentare pentru reparații. 

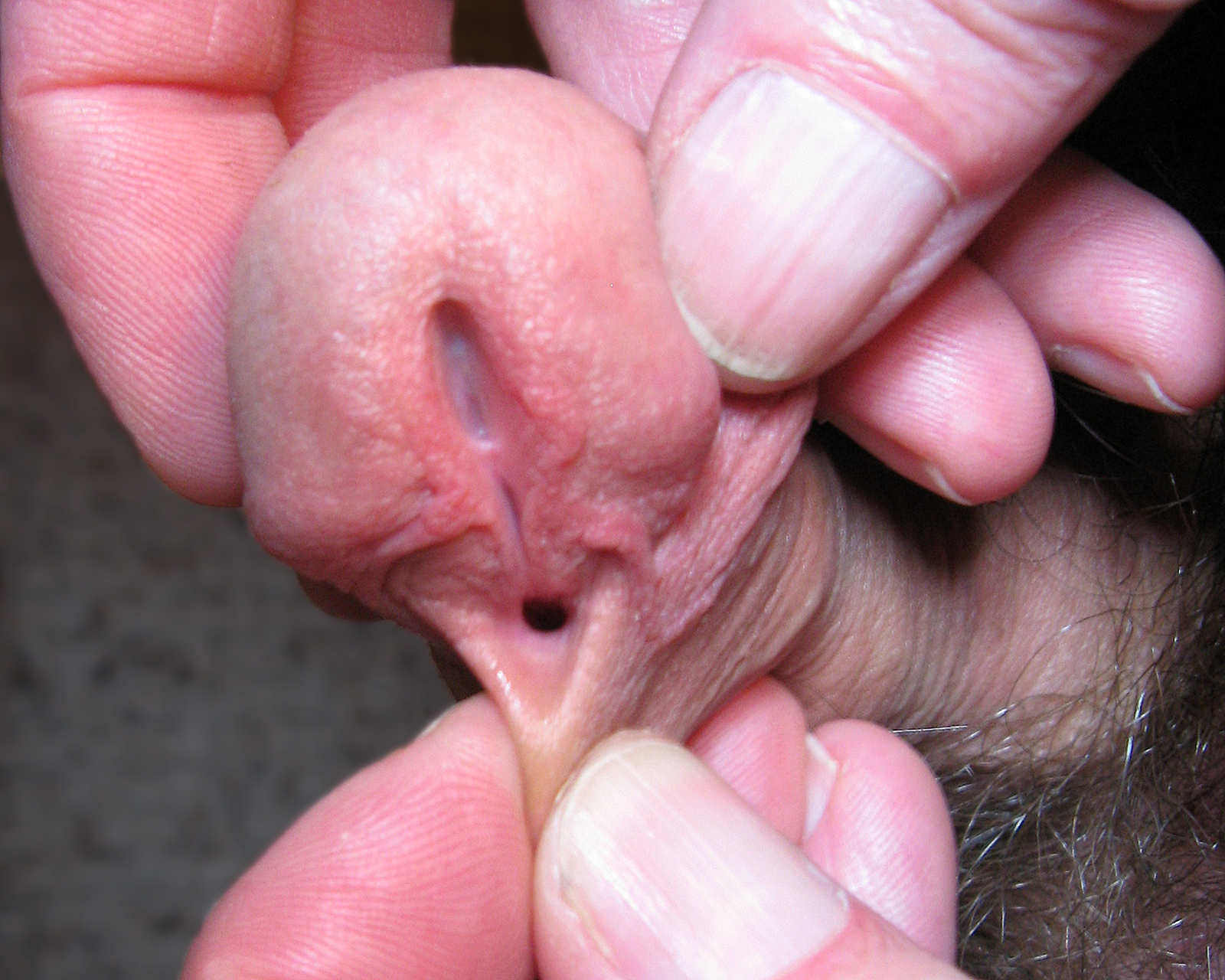
Exemplu de penis cu hipospadias
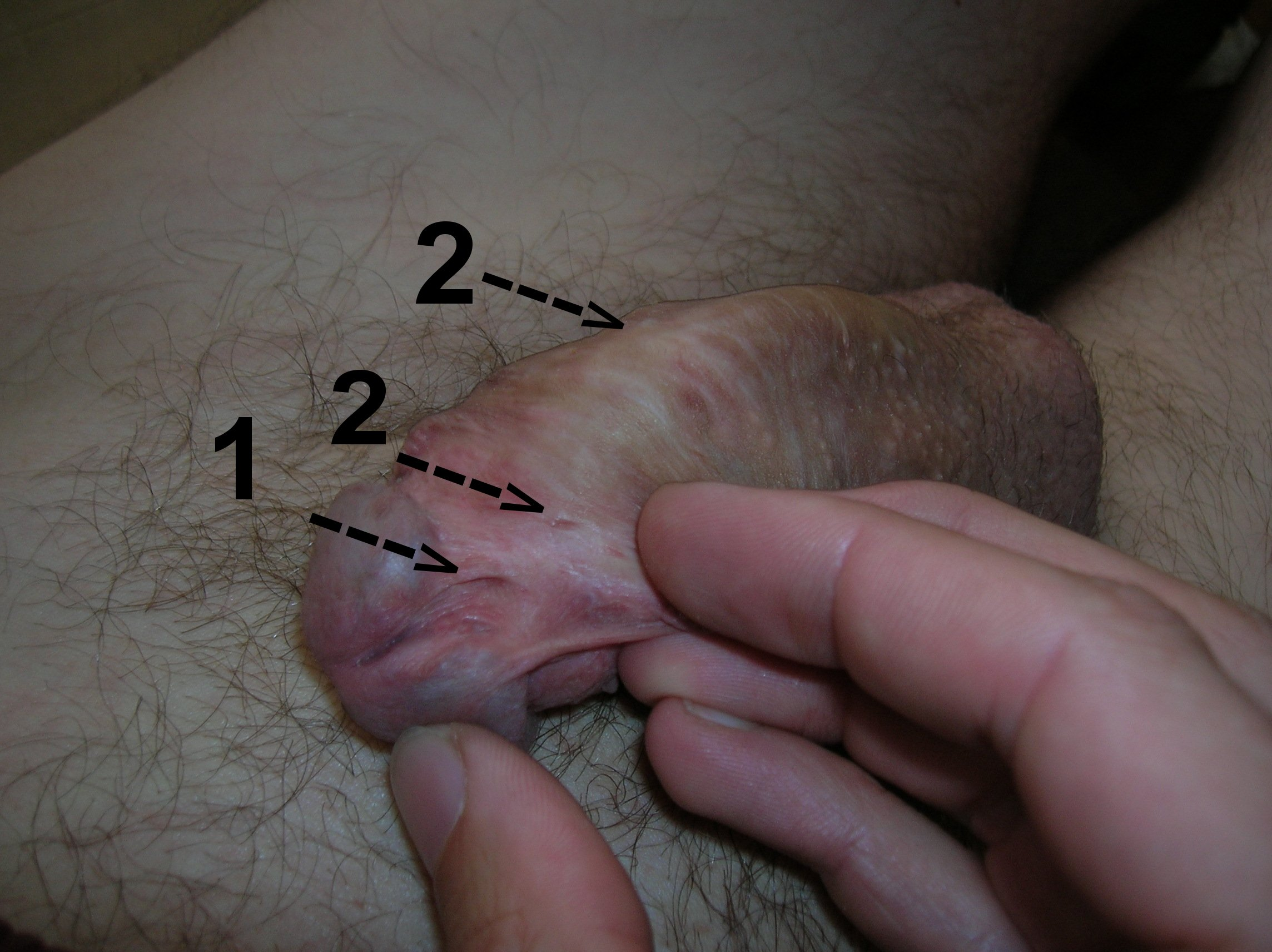
Penis cu hipospadias (1) și două fistule (2)

## Rezultate
Majoritatea copiilor non-intersex ce au hipospadias sunt operați fără complicații. Acest lucru este valabil mai ales pentru operațiile de hipospadias distal, care au succes în peste 90% din cazuri. 
Problemele care pot apărea includ o mică gaură în canalul urinar de sub meat, numită fistulă . Capul penisului, care este deschis la naștere la copiii cu hipospadias  și este închis în jurul canalului urinar la operație, uneori se redeschide, cunoscut sub numele de dehiscența glandelor. Noua deschidere urinară poate cicatriza, rezultând stenoză la nivelul meatalului sau cicatrizarea internă poate crea o strictură, oricare dintre ele cauzând blocarea parțială a urinării. Dacă noul canal urinar se balonează la urinarea unui copil este diagnosticat cu un diverticul . 
Majoritatea complicațiilor sunt descoperite în termen de șase luni de la operație, deși ocazional nu se găsesc de mulți ani. În general, atunci când nu există probleme după repararea în copilărie, noi complicații care apar după pubertate sunt mai puțin frecvente. Cu toate acestea, unele probleme care nu au fost reparate în mod corespunzător în copilărie pot deveni mai accentuate atunci când penisul crește la pubertate, cum ar fi curbura reziduală a penisului sau pulverizarea urinei din cauza rupturii reparației la nivelul capului penisului. 
Complicațiile sunt de obicei corectate cu o altă operație, cel mai adesea amânată cu cel puțin șase luni de la ultima intervenție chirurgicală pentru a permite vindecarea țesuturilor suficient înainte de a încerca o altă reparație. Rezultatele când se face circumcizia sau reconstrucția prepuțului sunt aceleași.  
Pacienții și chirurgii au avut opinii diferite în ceea ce privește rezultatele reparației hipospadiei, adică este posibil ca pacienții să nu fie mulțumiți de un rezultat cosmetic considerat satisfăcător de chirurg, dar pacienții cu un rezultat cosmetic considerat nu foarte satisfăcător de către chirurg ar putea fi ei înșiși mulțumiți. În general, pacienții au fost mai puțin mulțumiți decât chirurgii. 

## Epidemiologie
Hipospadiasul este printre cele mai frecvente defecte de naștere din lume și se spune că este al doilea cel mai frecvent defect de naștere în sistemul reproducător masculin, care apare o dată la 250 de bărbați. 
Datorită variațiilor cerințelor de raportare ale diferitelor baze de date naționale, datele din astfel de registre nu pot fi utilizate pentru a determina cu exactitate nici incidența hipospadiasului, nici variațiile geografice ale aparițiilor sale. 

## Adulți
În timp ce majoritatea reparațiilor hipospadiasului se fac în copilărie, ocazional, un adult își dorește o intervenție chirurgicală din cauza pulverizării urinare sau a nefericirii cu aspectul. Alți adulți care doresc o intervenție chirurgicală au complicații pe termen lung ca urmare a intervențiilor chirurgicale din copilărie. 
O comparație directă a rezultatelor chirurgicale la copii față de adulți a descoperit că au aceleași rezultate, iar adulții pot suferi reparații sau reoperații de hipospadias cu așteptări bune de succes. 